# Katedra

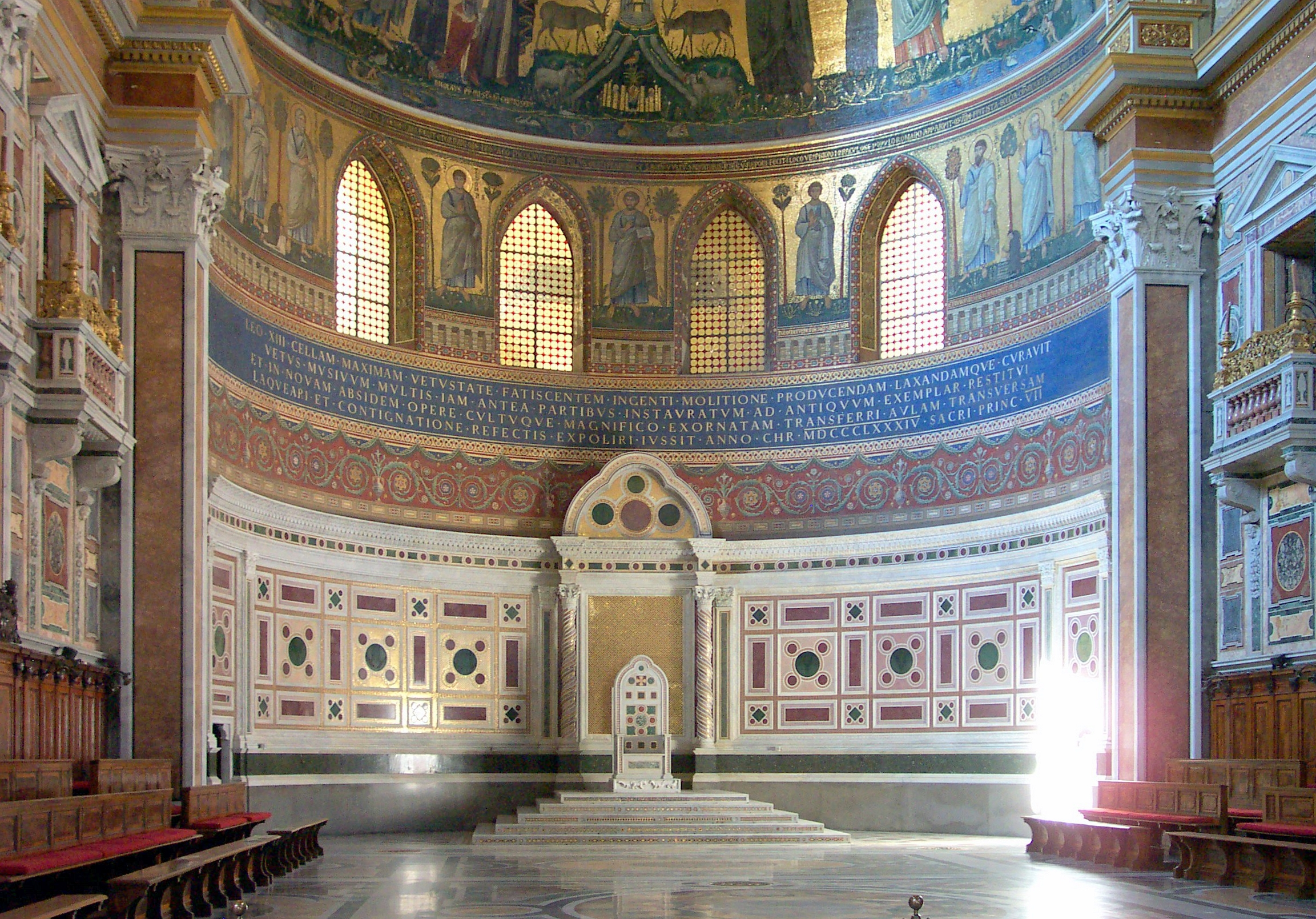

A katedra ( latinul: cathedrae szék, görögül: καθέδρα kathedra ülés) az a hely, ahol a püspöki trón található, a püspök székhelye. Ez a hely jelképezi a püspök fennhatóságának a központját a római katolikus egyházban és részben az ortodox egyházakban, illetve bizonyos értelemben megmaradt a jelentése az anglikán és az evangélikus egyházban is . A katedra eredetileg a latinban egy karfás széket jelent és úgy tűnik, a korai keresztény irodalom a cathedrae Apostolorum kifejezésből közvetlenül származtatta az apostoli fennhatóságot; másodlagos jelentésben: a Római Birodalom császárának a székét és (fenn)hatóságát örökli, vagyis foglalja el Róma püspöke a 4. században. Azt a templomot, amelyben a püspök hivatalos széke, trónja (katedrája) áll nevezzük katedrálisnak .

## Fordítás
Ez a szócikk részben vagy egészben  a   Cathedra című angol Wikipédia-szócikk fordításán alapul.  Az eredeti cikk szerkesztőit annak laptörténete sorolja fel. Ez a jelzés csupán a megfogalmazás eredetét és a szerzői jogokat jelzi, nem szolgál a cikkben szereplő információk forrásmegjelöléseként.